# 尊壽榮
尊壽榮（越南语：／；？—1800年），越南阮主將領。

## 生平
尊壽榮是藩鎮營新平縣（今屬胡志明市）人，早年投入阮文性軍中，擔任該隊。景興四十五年（1784年），跟隨阮福映前往望閣（曼谷）。返回嘉定後，升授欽差總兵該奇。景興五十五年（1794年），改為中軍建武支正長支，負責管理守衛庯諧、潘切、渭泥三道，後來改任神策軍後屯副統。尊壽榮作戰勇敢，戰功卓著，累升為神策軍後營副都統制。
景興六十一年（1800年），尊壽榮暫時接管先鋒兵，與西山軍在羅台大戰。最終病逝於軍中。贈掌營，入祀富安表忠祠，又列祀嘉定顯忠祠。嘉隆六年（1807年），阮朝議定望閣功，尊壽榮被定為二等，給兩個墓夫。嘉隆九年（1810年），從祀中興功臣廟。

## 子女
尊壽榮有二子。
- 長子尊壽明，蔭飛騎尉，官該隊
- 次子尊壽德，舉人出身，官至順慶巡撫
  - 孫尊壽祥，尊寿德次子，出仕法屬交趾支那，仕至督撫使，1863年時陪同潘清簡出訪法國和西班牙